# István Szabó (canoista)
István Szabó (15 giugno 1950) è un ex canoista ungherese.
Ai Giochi olimpici di Mosca 1980 ha vinto un argento nel K2 1000 m, mentre precedentemente, nella stessa disciplina, aveva vinto un bronzo a Montréal 1976.

## Palmarès
- Giochi olimpici

Montréal 1976: bronzo nel K2 1000 m.
Mosca 1980: argento nel K2 1000 m.
- Campionati mondiali

Copenhagen 1970: bronzo nel K4 1000 m.
Belgrado 1971: oro nel K1 4x500 m e bronzo nel K4 1000 m.
Tampere 1973: argento nel K1 500 m.
Città del Messico 1974: oro nel K2 1000 m e argento nel K4 10000 m.
Belgrado 1975: oro nel K2 10000 m, bronzo nel K4 10000 m.
Sofia 1977: oro nel K2 1000 m e argento nel K2 10000 m.
Belgrado 1978: oro nel K2 10000 m e bronzo nel K2 1000 m.
Duisburg 1979: argento nel K2 1000 m.
Nottingham 1981: argento nel K2 10000 m.
Belgrado 1982: bronzo nel K2 10000 m.
Tampere 1983: argento nel K2 10000 m.
Mechelen 1985: argento nel K2 10000 m.